# Las hijas de Juárez
Las hijas de Juárez: Un auténtico relato de asesinatos en serie al sur de la frontera  es un libro de no ficción de género periodístico escrito por la periodista Teresa Rodríguez, con la colaboración de Diana Montané y Lisa Pulitzer. Publicado en 2007, el libro investiga la ola de feminicidios ocurridos desde 1990 en Ciudad Juárez, México, relatando casos de mujeres jóvenes asesinadas y la búsqueda de justicia por parte de sus familias. La obra documenta numerosos secuestros, violaciones, mutilaciones y asesinatos de mujeres en Juárez, exponiendo la respuesta fallida de las autoridades y la impunidad que rodea estos crímenes.

## Sinopsis
El libro presenta una crónica detallada de la serie de homicidios de mujeres en Ciudad Juárez, ciudad fronteriza con El Paso, Texas. Desde 1993 cientos de mujeres, muchas de ellas jóvenes de contextos humildes, han sido secuestradas y asesinadas en la región. Las hijas de Juárez describe cómo, durante más de una década, aparecieron más de 400 cadáveres de mujeres en el desierto y zonas aledañas, mientras centenares de víctimas permanecen desaparecidas. La narración expone la brutalidad de los crímenes –las víctimas a menudo fueron violadas, torturadas y mutiladas– así como las múltiples teorías sobre su autoría. Entre las hipótesis que analiza la obra se incluyen la presencia de uno o varios asesinos en serie, rituales satánicos, violencia ligada al narcotráfico e incluso la complicidad de autoridades locales que habrían encubierto a los responsables. Las autoras reconstruyen las historias de varias víctimas emblemáticas y el calvario de sus familias en busca de justicia. Para ello, Rodríguez y sus coautoras entrevistaron a familiares de las jóvenes asesinadas, a policías e investigadores del caso, a dueños de maquiladoras (fábricas donde trabajaban algunas víctimas) e incluso a sospechosos detenidos, explorando todos los ángulos de esta problemática. El libro pone rostro y nombre a las víctimas anónimas, denunciando la indiferencia oficial ante los asesinatos y la impunidad reinante. La narración combina el estilo de la crónica policial con la denuncia de las violaciones a los derechos humanos de las mujeres en México.

## Publicación y edición
La edición original de The Daughters of Juárez fue publicada en inglés en Estados Unidos en 2007 por la editorial Atria Books (colaboración con Beyond Words Publishing). Posteriormente, el 26 de junio de 2007 se lanzó la traducción al español bajo el sello Atria/Primero Sueño Press (Simon & Schuster). El libro se editó en formato tapa blanda, con aproximadamente 336 páginas en la versión inglesa y 368 páginas en la edición en español. El idioma original de la obra es el inglés, y su título fue traducido al español como Las hijas de Juárez: Un auténtico relato de asesinatos en serie al sur de la frontera. La edición en español  obtuvo una amplia difusión en Norteamérica y Latinoamérica, llegando a figurar como un bestseller en su categoría. Teresa Rodríguez, presentadora del programa Aquí y Ahora de Univision, emprendió este proyecto como su primer libro, motivada por “poner un rostro y un nombre a las víctimas” de Juárez. Sus coautoras Diana Montané (periodista de investigación) y Lisa Pulitzer (ex corresponsal de The New York Times) aportaron experiencia en el género true crime y en investigación documental.

## Recepción y impacto
El impacto de Las hijas de Juárez trascendió el ámbito literario, incidiendo en el debate público y académico sobre los feminicidios. El libro contribuyó a visibilizar internacionalmente la problemática de las muertas de Juárez y popularizó el uso del término feminicidio para describir estos crímenes sistemáticos contra mujeres. Activistas y organizaciones de derechos humanos lo han utilizado como referencia para evidenciar la dimensión de la violencia de género en México. Por ejemplo, la dramaturga y activista Eve Ensler elogió The Daughters of Juárez como un relato detallado y estremecedor que clama por el fin de las atrocidades y una llamada urgente a la justicia. La obra ha sido citada en estudios académicos y periodísticos sobre violencia contra las mujeres en Ciudad Juárez, apareciendo en la bibliografía de investigaciones sobre el tema. Asimismo, forma parte de la cultura de denuncia en torno a los feminicidios: junto con documentales y películas basadas en estos hechos (como Señorita extraviada de 2001 o Bordertown de 2006), el libro de Rodríguez y coautoras ayudó a mantener el asunto en la agenda mediática internacional.